# Bourgueil
Bourgueil je naselje in občina v osrednjem francoskem departmaju Indre-et-Loire regije Center. Leta 2009 je naselje imelo 3.924 prebivalcev.

## Geografija
Kraj leži v pokrajini Anjou znotraj naravnega regijskega parka Loire-Anjou-Touraine ob reki Changeon oz. Authion, 56 km jugozahodno od Toursa.

## Uprava
Bourgueil je sedež istoimenskega kantona, v katerega so poleg njegove vključene še občine Benais, Chouzé-sur-Loire, Continvoir, Gizeux, La Chapelle-sur-Loire, Restigné in Saint-Nicolas-de-Bourgueil z 11.715 prebivalci.
Kanton Bourgueil je sestavni del okrožja Chinon.

## Zanimivosti
- ostanki nekdanje benediktinske opatije sv. Petra, ustanovljene leta 990, ukinjene v začetku francoske revolucije, ko je bila večinoma porušena,
- cerkev sv. Germana,
- Bourgueil se nahaja na vinogradniškem ozemlju, kjer pridelujejo istoimensko vino s kontroliranim poreklom, pretežno iz grozdja cabernet franc in cabernet sauvignon.